# شینچو زا
شینچو زا (به ژاپنی: 真鍮座 しんちゅうざ)، این سازمانی بود که توسط شوگون‌سالاری ادو در اواسط دوره ادو تأسیس شد و حق انحصاری ساخت و فروش برنج (آلیاژ) به این سازمان اهدا شد.